# Ivan Brož
Ivan Brož (29. května 1938 Plzeň – 24. dubna 2012) byl český diplomat, překladatel, publicista a spisovatel literatury faktu. Jako agent StB poprvé evidován coby externí přednášející VAAZ v Brně pod krycím jménem VLTAVA (číslo registrace 59823).

## Politická díla
Před rokem 1989 psal také politicky zaměřené knihy, úvahy, brožury aj., které byly volně dostupné nebo pro tzv. vnitřní potřebu, např. pro vojáky, učitele atd. Později byl dlouholetým spolupracovníkem Haló novin.
- Americký militarismus a Evropa, 1972
- Izraelská agrese netrvala jen šest dnů, 1972
- Leninská politika mírového soužití a sovětsko-americké vztahy, 1975
- 60 let sovětské zahraniční politiky, 1977
- Počátek byl v Helsinkách, 1978
- Dvoustranné a mnohostranné vztahy v zahraniční politice ČSSR 1978, 1979
- K současné politice amerického imperialismu, 1980
- Cesty a stretnutia, 1985
- Amerika bez retuší, 1986
- Koordináty míru, nebo konfrontace, 1986

## Dílo
- Praha – New York zpáteční, 1981
- Inženýr, který se nevrátil z dovolené, 1984 (spoluautor Miloslav Havlíček)
- Smrt hraběte Pücklera, 1985 (spoluautor Miloslav Havlíček)
- Cestující z expresu Praha – Paříž, 1986 (spoluautor Miroslav Březina)
- "Říkali mu Ike" 1988 - biografie o prezidentu Eisenhowerovi
- Sága rodu Baťovcov : Životné príbehy Tomáša Baťu – zakladateľa firmy, 1990
- George Washington, 1994
- Poctivý Abe : o dramatickém životě Abrahama Lincoln, 1995
- Velké postavy rodu Kinských, 1997
- Čermák versus Al Capone, 1998
- Patton byl váš nejlepší 1991, pod pseudonymem Petr Linda (americký generál George Smith Patton (1885-1945)
- 20. století jaké bylo : (v příbězích ze života a díla nositelů Nobelovy ceny), 1999
- Diplomat veselé mysli a smutné duše, 2000
- Generál MacArthur a ten druhý : souběžné životopisy dvou nejpopulárnějších a nejkonfliktnějších amerických válečných manažerů, 2000
- Občan markýz Lafayette : drama hrdiny Ameriky, Francie a Olomouce, 2000
- Chlapi od Baťů (Osudy baťovců v době, kdy šéfoval Jan Baťa), 2002, nakl. Epocha, ISBN 80-86328-04-X
- Kennedyové : klan osudem prokletý, 2002
- Kubitschek : drama života a záhadné smrti prezidenta Brazílie českého původu, 2002
- Manažeři války, 2003, nakl. Epocha, ISBN 80-86328-31-7
- Diplomaté, 2004, nakl. Epocha, ISBN 80-86328-55-4
- Masarykův vyzvědač, 2004, nakl. Mladá fronta, ISBN 80-204-1085-6
- Na mušce prezident, 2004
- Arabsko-izraelské války (1948–1973), 2006, nakl. Epocha, ISBN 80-86328-91-0
- Thomas Jefferson ještě žije, 2006
- Husajn kontra Chomejní (Irácko-íránská válka 1980–1988), 2007, nakl. Epocha, ISBN 978-80-87027-12-7
- Dali své jméno značce aneb s kůží na trh, 2008, nakl. MOBA, ISBN 978-80-243-3067-9
- Detektiv Pinkerton a ti druzí : dramatické příběhy vyzvědačů Severu a Jihu, 2008, nakl. Epocha, ISBN 978-80-87027-79-0
- Mistr Ministr (O rozporuplné osobnosti ve službách politiky a diplomacie), 2008, nakl. Ottovo nakladatelství, ISBN 978-80-7360-601-5
- Promarněné vítězství, 2008, nakl. Epocha, ISBN 978-80-87027-46-2
- Al Capone, řečený "Zjizvená tvář", 2008, nakl. Epocha, ISBN 978-80-87027-99-8
- Pirát jejího veličenstva - sir Francis Drake, 2009, nakl. Epocha, ISBN 978-80-7425-008-8
- Hvězdy proti hvězdám, Americká občanská válka 1861 - 1865, 2009, nakl. Epocha, ISBN 978-80-87027-33-2
- Slasti a strasti, Příběhy ze života nositelů Nobelovy ceny, 2010, nakl. Olympia, ISBN 978-80-7376-245-2
- Osudové hry tajných služeb: Vyzvědači, aféry, intriky, společně s Romanem Cílkem, 2010, nakl. MarieTum, ISBN 978-80-904263-3-7
- Bůh stál při Anglii, Tažení Velké Armady, 1588, společně s Václavem Králíčkem, 2010, nakl. Epocha, ISBN 978-80-7425-040-8
- Atentáty, nezdařené pokusy, 2011, nakl. Petrklíč, ISBN 978-80-7229-262-2
- Elitní špióni, 2011, nakl. Petrklíč, ISBN 978-80-7229-259-2
- Pearl Harbor, 2011, nakl. Ottovo nakladatelství
- Roosevelt, 2011, nakl. Epocha, ISBN 978-80-7425-034-7